# Ariël (Westelijke Jordaanoever)
Ariël (Hebreeuws: אריאל, Arabisch: اريئيل) is een door Israëlische Joden opgerichte nederzetting, na 1967 gebouwd op de bezette Westelijke Jordaanoever ten noordwesten van Ramallah en ten zuidoosten van Qalqiliya. In 1998 verleende het Israëlische Ministerie van Binnenlandse Zaken de gemeente Ariël stadsrechten. In juli 2009 is de stad hernoemd naar de toen voormalige premier van Israël Ariel Sharon.

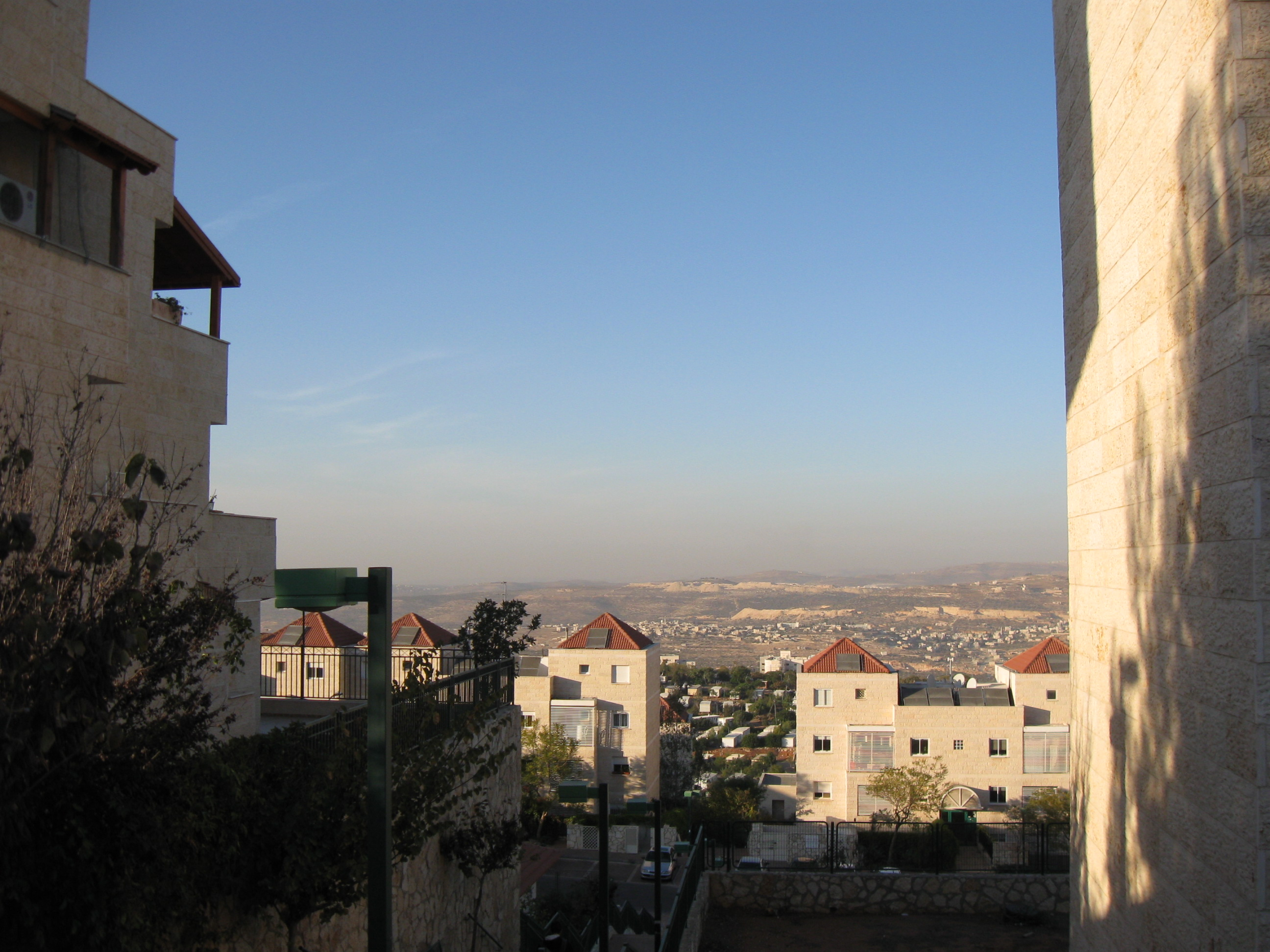
Zicht op de stad vanaf een hoog punt, 2010

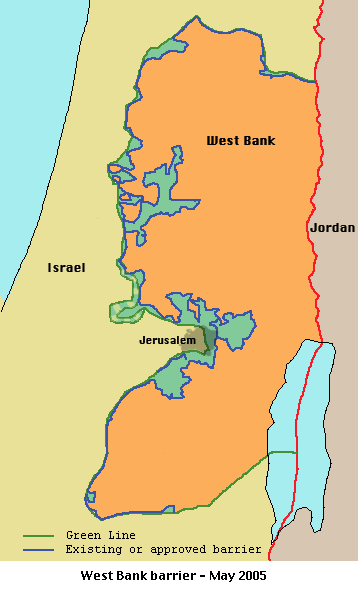
De route van de barrière in de Westelijke Jordaanoever ten opzichte van de Groene Lijn van 1949

Volgens op het internationaal recht gestoelde resoluties van de Verenigde Naties zijn dit soort nederzettingen illegaal.

## Geschiedenis
Sinds de Zesdaagse Oorlog van juni 1967 is door opeenvolgende Israëlische ministers van Defensie, Moshe Dayan en Shimon Peres (later ook premier), in samenwerking met hun premiers en Ariel Sharon (Hoofd van het nederzettingen Comité) het plan uitgewerkt om in dit gebied, deel van de Palestijnse gebieden, een nederzetting op te zetten met het uiteindelijke doel er een stad van te maken.
Evenals alle andere nederzettingen in de door Israël bezette gebieden wordt Ariël volgens het internationaal recht als illegaal beschouwd (Vierde Geneefse Conventie); Israël betwist dit. 
In 2008 werd een rapport gepubliceerd, waarin de geplande Israëlische politiek in de C-gebieden op de Westelijke Jordaanoever ten aanzien van basisrechten van de daar wonende Palestijnen beschreven en geanalyseerd is.
Israëlische regeringen hebben erop aangedrongen dat bij enig toekomstig vredesverdrag Ariël binnen de toekomstige grenzen van Israël moet komen te liggen.

## Onderwijs
In 1982 werd in Ariël het College van Judea en Samaria opgericht - Israëlische colleges zijn vergelijkbaar met een Nederlandse hbo. Aan het college studeren 8500 studenten. In 2012 heeft dit opleidingsinstituut, ondanks bezwaren van de andere universiteiten en linkse partijen in Israël, een (door de politiek bepaalde) status als universiteit gekregen en is hernoemd tot Universiteit van Ariël. 57,8% van de leerlingen die afstudeerden aan de middelbare school hadden recht op een eindexamendiploma. Het gemiddelde aantal leerlingen per klas ligt op 27,9.

## Demografie
In 2018 had Ariël 20.456 inwoners. De inwoners zijn Joods. De verhouding tussen mannen en vrouwen lag op 1051 vrouwen op iedere 1000 mannen in 2003. Het sociaal-economische profiel van de stad ligt onder het Israëlische gemiddelde: het gemiddelde salaris lag op 5112 NIS (ca. €900) tegen een Israëlisch gemiddelde van 6835 NIS (ca. €1200, maart 2006).

## Status
In januari 2010, tijdens zijn bezoek aan diverse nederzettingen, verklaarde premier Benjamin Netanyahu, in gezelschap van vooraanstaande personen uit zijn regeringscoalitie, Ariël tot de "hoofdstad van Samaria", en een onbetwist onderdeel van Israël. Deze uitspraak deed hij tijdens een moratorium nadat vredesgesprekken met de Palestijnen waren stukgelopen op de bouw van de nederzettingen. Ariël fungeert voor Israël als een cruciale wissel bij onderhandelingen en is daardoor een obstakel voor een Israëlisch-Palestijns akkoord". In december 2010 brachten 35 Knessetleden aan hun regering een petitie uit om Ariël te annexeren.
Palestijnse vertegenwoordigers verzetten zich, bij welke toekomstige overeenkomst dan ook, tegen annexatie van Ariël door Israël, omdat deze diep in Palestijns gebied ligt en inbreuk maakt op de territoriale integriteit van een Palestijnse staat. Bovendien bevat dat gebied een grote aquifer, waarop de Palestijnen zijn aangewezen voor schoon water.
De bouw en uitbreiding van de Israëlische Westoeverbarrière vormt daarbij een wig. Reeds zeven Palestijnse dorpen, die ten noorden liggen van het regionale centrum Salfit waar ze voor allerlei diensten op aangewezen zijn, zijn erdoor afgescheiden. Ook Salfit zelf wordt door deze en andere barrières belemmerd in zijn ontwikkeling.
Vanuit de artistieke en culturele wereld kwamen in 2010 en 2011 protesten en boycots. De Israëlische tak van de internationale fastfoodketen McDonald's weigerde in juni 2013 een aanbod om een restaurant te openen in Ariël, daarbij verwijzend naar haar standvastige beleid om geen vestigingen te openen in nederzettingen op de Westelijke Jordaanoever voorbij de Groene Lijn.
Half juli 2013 maakte de Europese Commissie bekend dat zij geen samenwerking meer aangaat met Joodse organisaties die gevestigd zijn in de nederzettingen. Hierdoor zal bijvoorbeeld een subsidieaanvraag door een wetenschappelijk onderzoeker aan de universiteit van Ariël niet meer gehonoreerd worden. Ook supermarktketens steunen de boycot.
De toekomst van deze Israëlische nederzetting is afhankelijk van de bilaterale verdragen tussen de Palestijnse Autoriteit en Israël. De stad ligt in de C-gebieden van de Oslo-akkoorden en zou daarmee - tijdelijk - 
onder Israëlische militaire en civiele verantwoordelijkheid vallen. In januari 2013 verscheen er een rapport van de Verenigde Naties over de zorgelijke humanitaire rechten situatie voor de Palestijnse bevolking in de C-gebieden van de bezette Westelijke Jordaanoever.

## Ariël-West
In oktober 2021 publiceerde het Israëlisch ministerie van Bouw en Woningzaken, 30 jaar nadat het plan officieel was goedgekeurd, een plan voor "Ariël West" en nodigde ontwikkelaars uit om aanbiedingen te doen voor 730 wooneenheden. Het grondgebied waar het om gaat is een heuvel 2 km westelijk van Ariël zelf, waar een door Israël niet erkende outpost ligt, Nof Avi. Het ligt apart maar is onderdeel van de door Israël aan Ariël geschonken jurisdictie.
Op deze plek demonstreerden inwoners van de Palestijnse gemeente Salfit regelmatig tegen de afname van hun grond. Ariël ligt diep in het nog steeds Palestijnse noordelijke deel van de Westelijke Jordaanoever, bestemd als deel van een toekomstige Palestijnse staat. Volgens de burgemeester van Salfit zal het plan de Tweestatenoplossing verder dwarsbomen en zal het uitbreidingsmogelijkheden voor zijn gemeente frustreren.
Er ligt nog een tweede plan op de plank, goed voor 800 wooneenheden.